# Vuachère
Die Vuachère ist ein sieben Kilometer langer Bach im Bezirk Lausanne im Kanton Waadt in der Schweiz. Der Bach entspringt im Süden Epalinges und mündet bei Pully am Haldimand-Turm in den Genfersee. Auf ihrem Weg legt sie 400 Höhenmeter zurück und durchquert Lausanne von Nord nach Süd. Im Unteren Bachlauf bildet die Vuachère die Grenze zwischen Lausanne und Pully. In Lausanne ist sie teilweise verdeckt.